# Zack Nani
Pour les articles homonymes, voir Nani (homonymie) et Haddad.
Zack Nani, de son vrai nom Zakaria Haddad, né le 31 mars 1995 à Lyon, est un streameur et youtubeur français. Il vit à Paris.

## Biographie

### Débuts
Zack Nani naît dans le 3e arrondissement de Lyon et grandit à Villeurbanne, en banlieue lyonnaise, au sein d'une famille musulmane originaire de Mohammédia, au Maroc,,,. À l'âge de 5 ans, il part vivre à Orlando, en Floride, où une partie de sa famille vit. Il y reste un an mais ses parents décident de quitter le pays en raison d'une hausse de la xénophobie aux États-Unis à la suite des attentats du 11 septembre,. Il passe ensuite un an au Maroc, durant son CP, puis rentre définitivement en France, à Lyon, à partir du CE1.
Il commence à jouer aux jeux vidéos au collège. Il participe à des LAN à divers endroits en France et en Europe en parallèle de sa scolarité, principalement sur la franchise Call of Duty, aux côtés par exemple de Domingo.
Il vit en Allemagne dans le cadre d'un stage pendant ses études puis en Estonie pendant la période du deuxième confinement. Il est titulaire d'un Master en marketing digital obtenu à l'INSEEC de Lyon.
Il est passionné de football et supporte l'Olympique lyonnais, et il consacre une grande partie de son contenu à cette passion,,.

### Vidéaste
En 2015, il arrête de participer aux LAN en raison de l'anxiété qu'elles génèrent, il se consacre alors à sa chaîne YouTube, qu'il a créée en 2014. Il poste principalement des vidéos sur le jeu Call of Duty ainsi que des best-ofs de ses streams.
Entre 2018 et 2019, il est membre de l'équipe de l'émission Radio Sexe.
Le 19 novembre 2022, il est membre de l'équipe de France face à l'Espagne pour le match Eleven All Stars.
À partir des années 2020, il poste des vlogs, notamment de ses voyages, ainsi que d'autres formats de divertissement.

#### Zack en Roue libre

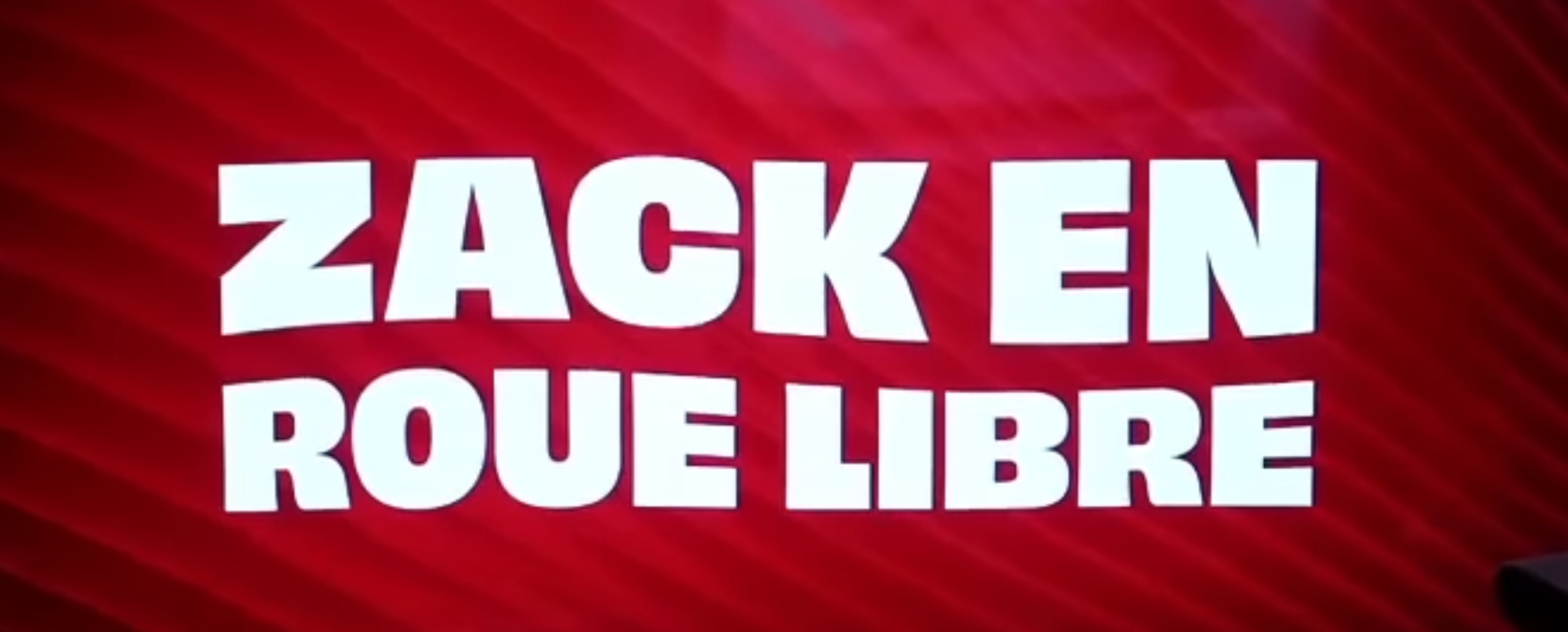
Logo de l'émission Zack en Roue Libre

Début 2017, alors chez Eclypsia, il lance l'émission Zack en Roue Libre. Le concept de cette émission est d'interviewer des personnalités plus ou moins connues, d'abord issues du monde d'Internet. En 2018, après avoir quitté Eclypsia, il poursuit son émission chez LeStream, puis en 2020 chez Vitality. À partir de 2021, il est indépendant sur sa propre chaîne Twitch et rediffuse les émissions sur YouTube et Spotify. Au fil des années, il se diversifie dans les invités qu'il reçoit et s'étend à d'autres domaines : des footballeurs, comme Karim Benzema, Didier Drogba et Samir Nasri, des créateurs de contenu, comme Gotaga, Cyprien et Diablox9 ou encore des journalistes, comme Daniel Riolo, Christophe Agius et Philippe Chéreau ou Omar da Fonseca.

#### Saudi Pro League
En août 2025, il annonce avoir acheté les droits de diffusion en France du championnat d'Arabie saoudite de football pour la saison 2025-2026.

### La Kazdalerie
| \| Paris Bordeaux Levallois-Perret Lyon \| Localisation des restaurants. |
| Paris Bordeaux Levallois-Perret Lyon                                     |

En février 2024, il lance La Kazdalerie, une chaîne de restauration rapide centrée sur les msemmens. Il s'associe avec Dalil Medjahed, Frédéric Remy et Romain Guerini, trois anciens entrepreneurs de la start-up Clone, anciennement Not So Dark,, et le premier restaurant ouvre dans le 10e arrondissement de Paris,. Zack Nani travaille avec le propriétaire d'un établissement déjà existant qu'il transforme en franchisé afin de ne pas avoir à souscrire à un prêt à intérêt, interdit par l'islam.
En juin 2024, un deuxième établissement ouvre à Bordeaux près de la place de la Victoire, un troisième en juillet 2024 à Levallois-Perret puis un quatrième le 9 août, dans le 3e arrondissement de Lyon.